# Nyílt forráskódú licenc
A nyílt forráskódú licenc olyan licenc, mely biztosítja a licencelt dolog – ami legtöbbször egy számítógépes program vagy szoftver – forráskódjának nyitottságát. Egy licencet általában akkor tekintünk nyíltnak, ha azt az Open Source Initiative jóváhagyja mint ilyet, a Nyílt forrás definíció alapján. A közkincsként terjesztett programok (vagyis azok, melyeket nem korlátoz a szerzői jog) is megfelelnek ezen követelményeknek, amennyiben a teljes forráskód elérhető, és így jogosultak az OSI "service mark" (szolgáltatási védjegy) használatára.

## Hasonló definíciók
Az OSI-hez hasonlóan a Free Software Foundation-nek is vannak feltételei, amelyek alapján egy licencet szabad licencnek nyilvánítanak.  Az összes ilyen licencet egyben nyílt forráskódú licencnek is tekintenek. Hasonlóképpen a Debian projektnek is vannak saját feltételei, a Debian Free Software Guidelines, amelyekre az OSI definíciója alapul.
Léteznek továbbá olyan licencek is, például a Microsoft Reference License (MS-RL), amelyek hozzáférést biztosítanak ugyan a forráskódhoz, de az nem szabadon felhasználható, ezért nem kompatibilisek az OSI definíciójával.

## Az OSI által elismert licencek
Az OSI 2003-ban az alábbi licenceket ismeri el nyílt forráskódot támogatónak:
- Academic Free License
- Apache Licenc
- Apple Public Source License
- Artistic license
- Common Public License
- Eiffel Forum License
- BSD licenc
- GNU General Public License (GPL)
- GNU Lesser General Public License (LGPL)
- Historical Permission Notice and Disclaimer
- IBM Public License
- Intel Open Source License
- Jabber Open Source License
- MIT License
- MITRE Collaborative Virtual Workspace License (CVW License)
- Motosoto License
- Mozilla Public License 1.0 (MPL)
- Mozilla Public License 1.1 (MPL 1.1)
- NetHack General Public License
- Nokia Open Source License
- Open Software License
- Open Group Test Suite License
- Python license
- Python Software Foundation License
- Q Public License (QPL)
- Ricoh Source Code Public License
- Sleepycat License
- Sun Industry Standards Source License (SISSL)
- Sun Public License
- Vovida Software License v. 1.0
- W3C License
- X.Net License
- zlib-libpng license
- Zope Public License

## Külső hivatkozások
- Opensource.lap.hu - linkgyűjtemény
- FLOSS@Hu - A Bitport üzleti informatikai portál gyűjtőoldala